# Philip Warwick
Philip Warwick je fiktivni lik iz stripa Zagor.

## Životopis
Warwick je bivši pukovnik britanske vojske koji je preselio u Pennsylvaniju u SAD-u. Vođen nacionalističkim osjećajima, počeo je oko sebe okupljati mlade Engleze, također bivše vojnike, te od njih osnovao Vojsku Nove Engleske s ciljem da Sjedinjene Američke Države ponovno postanu britanska kolonija.
Stupio je u vezu s Duboisom i Peroquetom, dvojicom kanadskih krijumčara koji su ga opskrbili oružjem. Sklopio je i savez s Indijancima iz plemena Delavarea, Mohawka i Irokeza, baš kao i britanske snage u američkom ratu za neovisnost 1775. – 1781. 
Kada je prikupio stotinjak ljudi, pozvao je iz Britanije i tri bivša poručnika: Roddyja Greatona, Georgea Ellisa i Tonyja Rogersa. Ne poznavajući točno put kojim su trebali ići, oni su u gradiću Harrysburgu za vodiče uzeli Zagora i Chica, ne otkrivajući im pravi cilj svog putovanja. Tijekom puta, Zagor je otkrio da ih netko prati, i nakon nekoliko nezgoda, u blizini jezera "Two fingers" Zagor je uspio zarobiti tajanstvenog špijuna. No Warwick je, sakriven u drveću, pucao u tajanstvnog neznanca. Kada se otkrio Zagoru i družini, objasnio im je da je to najvjerojatnije neki razbojnik te odveo trojicu Engleza sa sobom u pravcu indijanskog teritorija. No Zagor je ustanovio da je neznanac živ te ga je odveo do obližnje kolibe jednog naseljenika gdje mu je uspio izvaditi metak. Nakon što je došao svijesti, neznanac mu se predstavio kao satnik Nelson Harriman, iz tajne službe američke vojske. Otkrio je Zagoru da je pratio trojicu Engleza još iz Londona jer je američa tajna služba bila sumnjičava prema tolikom useljavanju mladih Engleza koji su svi bivši britanski vojnici. 
Zagor i Chico su tada krenuli u potragu za Warwickom i ostalom trojicom ali ih je putem napala skupina Indijanaca koji su radili za "poglavicu crvenu košulju". Zagor je savladao i zarobio Indijance ali oni mu nisu htjeli odati ni zašto su ga napali ni tko je "poglavica crvena košulja". Zagor i Chico su nastavili potragu ali pred kišom su se sklonili u napuštenu kolibu. No ondje su kasnije došla i dva čovjeka obučena u britanske crvene uniforme iz vremena Američkog rata za nezavisnost te nazivajući Zagora i Chica špijunima, pokušali ih ubiti. Zagor je ubio obojicu napadača i on i Chico su nastavili s potragom za Warwickom.
Sljedeće jutro su, začuvši zvuk vojničke trube, pronašli čitav logor vojničkih šatora te mnoštvo ljudi odjevenih poput dvojice koji su ih pokušali ubiti dan ranije. Među njima su bili i Warwick, u uniformi pukovnika, te Greaton, Ellis i Rogers, također odjeveni kao časnici. S njima su bili i indijanski poglavice iz plemena Mohawka, Delawarea i Irokeza.
Zagor se odlučio vratiti podnijeti izvještaj Harrimanu ali on i Chico su putem susreli grupu Indijanaca pod vodstvom Duboisa i Peroqueta koji su Warwickovim ljudima nosili novu pošiljku oružja. Zagor se sukobio s njima ali je zarobljen dok je Chico neprimjećen potrčao do Harrimana.
Krijumčari su Zagora odveli u engleski logor i predali ga Warwicku koji ga je namjeravao ispitati vjerujući da Zagor poznaje položaje obližnjih američkih utvrda. Sutradan ujutro Warvick je poveo Indijance i dio svojih ljudi u napad na utvrdu Blue Vater što je rezultiralo pokoljem svih njenih branitelja.
Dva dana kasnije Englezi i Indijanci su se vratili u logor s plijenom iz utvrde ali do tada je Chico alaramirao američke vojnike iz obližnjih utvrda i oni su krenuli u obračun s Englezima. Warwick je naredio da se Zagora strijelja kao špijuna ali spasio ga je Roddy stavivši u puške streljačkog voda lažne metke, iz zahvalnosti što mu je Zagor ranije spasio život. Indijanci i Englezi su sada vjerovali da je Zagor mrtav i baš kada su Indijanci namjeravali napasti američke vojnike koji su Engleze držali u okruženju, Zagor se oglasio Indijancima. Ovi su, vjerujući da je Zagor besmrtan, pobjegli ostavivši Engleze same. 
Otkrivši Roddyjevu izdaju, Warwick ga je ubio i naredio svojim ljudima da otvore paljbu na Amerikance. No ovi su imali puno bolje položaje i njihova paljba je bila ubitačna za Engleze koji su gotovo svi izginuli a među njima i Warwick. Rijetki preživjeli su se predali američkim vojnicima.

## Zanimljivosti
- Warwick se pojavljuje u samo dvije epizode Zagora, "Tajna služba" i "Strijeljanje", ali Zagor će se i kasnije sukobljavati s Englezima koji će imati ciljeve slične Warwickovim.

- Uniforma koju Warwick nosi uopće ne izgleda kao uniforma britanske vojske tog vremena.